# Tetraciklin
Tetraciklin je antibiotik širokog spektra iz skupine tetraciklina.